# Acrisol

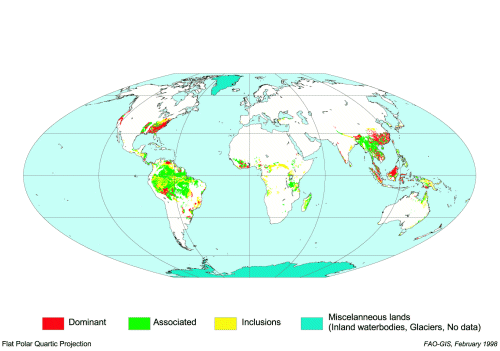
Verbreitungskarte der Acrisole

Acrisol (AC) ist eine Referenzbodengruppe der World Reference Base for Soil Resources (WRB). Acrisole sind saure, durch Tonverlagerung (Lessivierung) geprägte Böden. Die Tonfraktion wird von Kaolinit dominiert. Acrisole kommen auf alten Landoberflächen der feuchten Tropen und Subtropen vor. Der diagnostische Horizont ist der durch Tonanreicherung gekennzeichnete argic horizon (Bt).
Die typische Horizontfolge gemäß der 4. Auflage der WRB (Annex 3) ist:
- A – Oberboden mit oftmals nur geringen Humusgehalten
- E – Tonverarmungshorizont (eluvial)
- Bt – Tonanreicherungshorizont (illuvial) im Unterboden
- C – Ausgangsgestein

## Beschreibung

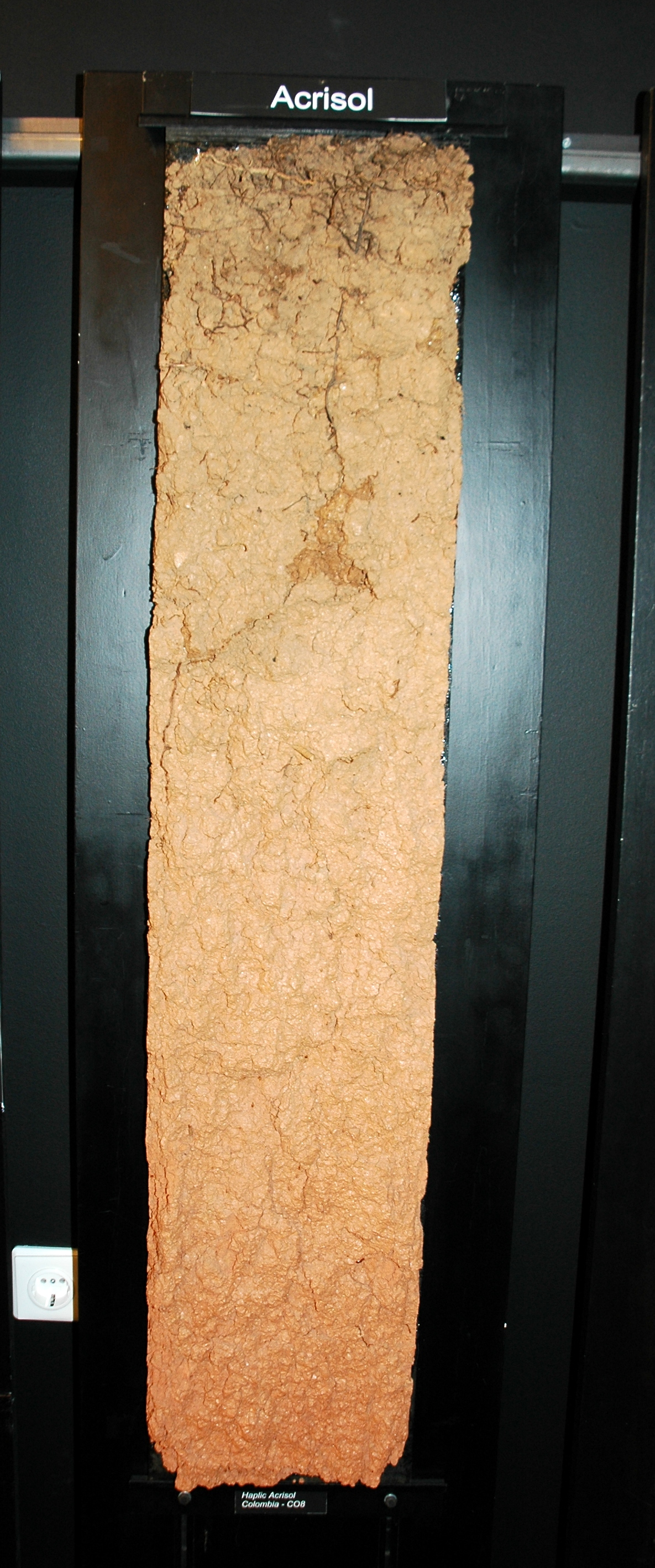
Bodenprofil eines Haplic Acrisol

Die langandauernde, starke Verwitterung führte zur Dominanz austauschschwacher Tonminerale (low-activity clays). Dominantes Tonmineral ist der Kaolinit, daneben gibt es Halloysit, aber auch geringe Anteile an 3-Schicht-Tonmineralen. Die potentielle Kationenaustauschkapazität ist in Teilen des Bt-Horizonts < 24 cmolc/kg Ton. Vor allem die Bt-Horizonte sind vielfach rot gefärbt, was auf die Bildung des Eisenoxides Hämatit zurückzuführen ist. Die mit fortschreitender Verwitterung erfolgende Auswaschung von Kieselsäure und die gleichzeitige Akkumulation von Kaolinit und Oxiden nennt man Ferrallitisierung. Acrisole kommen in feuchten Gebieten vor und haben im Unterboden eine Dominanz der austauschbaren Aluminium-Ionen über die austauschbaren Base-Kationen (gemessen in cmolc kg−1). Dies geht mit niedrigen pH-Werten einher, woher sich auch der Name (lat. acer, sauer) ableitet. Die geringen Gehalte an Tonmineralen und Oxiden im Oberboden bieten nur wenig Möglichkeiten zur Stabilisierung der organischen Substanz gegen mikrobiellen Abbau, weshalb die meisten Acrisole relativ humusarm sind und schlecht aggregierte, erosionsgefährdete Oberböden aufweisen.
Die geringe Kationenaustauschkapazität, die niedrigen pH-Werte sowie die Ton- und Humusarmut im Oberboden bei gleichzeitig schlechter Aggregierung stellen die Landwirtschaft vor erhebliche Probleme. Traditionell wird Wanderfeldbau betrieben. In Plantagenwirtschaft sind sie am ehesten für aluminiumtolerante Kulturen wie Tee, Kautschuk oder Ölpalmen geeignet. Häufig ist Beweidung mit Rindern oder Forstwirtschaft anzutreffen.

## Verwandte Bodentypen
Die WRB kennt fünf Referenzbodengruppen mit obligatem argic horizon. Nur die Retisole haben zusätzlich retic Eigenschaften. Die anderen vier haben keine und werden unterschieden nach der potentiellen Kationenaustauschkapazität pro kg Ton (KAK/kg Ton) im argic horizon und nach der Zusammensetzung der austauschbaren Kationen im Unterboden (gemessen in cmolc kg−1). Bei den Luvisolen ist die KAK hoch, und die austauschbaren Base-Kationen dominieren über die austauschbaren Al-Ionen. Bei den Alisolen ist die KAK hoch, aber das austauschbare Al dominiert. Bei den Lixisolen ist die KAK niedrig, und die austauschbaren Base-Kationen dominieren. Bei den Acrisolen ist die KAK niedrig, und das austauschbare Al dominiert.